# Яценко Михайло Іванович
Миха́йло Іва́нович Яце́нко (15 вересня 1991, с. Топори — 13 серпня 2022, поблизу нп Білогірка, Херсонська обл.) — лейтенант ЗСУ, заступник командира роти. Загинув у ході російського вторгнення 2022 р.

## Життєпис
Народився 15 вересня 1991 року в с. Топори, Ружинського району Житомирської області. У 2007 році закінчив 9 класів Топорівської ЗОШ І—ІІІ ступенів. З 2007 року по 2010 рік навчався у Житомирському агротехнічному коледжі. З 2010 року по 2012 рік навчався у Житомирському державному технологічному університеті (факультет економіки та менеджменту, здобув освітній ступінь бакалавра за спеціальністю «Економіка підприємства») та в Житомирському військовому інституті імені С. П. Корольова. У 2012—2014 роках працював у різних організаціях м. Житомир. З кінця 2014 року по 2017 рік займався вантажоперевезеннями по території України. З початку 2018 року по 2021 рік працював за кордоном. З 2021 року працював та проживав у м. Житомир.
З перших днів повномасштабного російського вторгнення пішов добровольцем на захист державного суверенітету. Служив у 46 окремій аеромобільній бригаді (2 батальйон, 4 рота). Воював на Київщині та Херсонщині.
13 серпня 2022 року загинув поблизу населеного пункту Білогірка Херсонської області внаслідок танкового обстрілу. Похований 22 серпня на Смолянському військовому цвинтарі.

## Нагороди
- Орден Богдана Хмельницького ІІІ ступеня (25 жовтня 2022, посмертно) — за особисту мужність і самовіддані дії, виявлені у захисті державного суверенітету та територіальної цілісності України, вірність військовій присязі[2]
- Нагрудний знак «За військову доблесть». Наказ Міністра Оборони України № 174 від 25.03.2022 р.- за успішні бойові дії на Київщині, особисто проявлену мужність та героїзм у звільненні Макарова.